# أمبروز بلاكلوك
أمبروز بلاكلوك هو سياسي كندي، ولد في 17 مايو 1784، وتوفي في 5 أكتوبر 1866.